# Carl Großmann

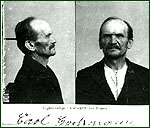
Polizeifoto

Carl Friedrich Wilhelm Großmann (* 13. Dezember 1863 in Neuruppin; † 5. Juli 1922 in Berlin) war ein Serienmörder, der auf frischer Tat ertappt wurde und später zwei weitere Morde gestand. Die geschätzte Anzahl der von Großmann begangenen Morde liegt höher: zwischen 23 weiteren ungeklärten Mordfällen beziehungsweise 100 verschwundenen Personen im Raum Berlin. Er gilt als der Serienmörder mit den vermutlich meisten Opfern in Deutschland, der für diese Taten nicht verurteilt wurde.

## Leben
Carl Großmann war eines von acht Kindern des Lumpensammlers Karl Friedrich Großmann und seiner Frau Marie Dorothea Sophie geb. Prößel verw. Schulz in Neuruppin. Er war ab 1876 Lehrling in der Fleischerei Ferdinand Kliefoth. 1879 wurde er wegen einer sexuellen Annäherung an Kliefoths Frau entlassen.
Von 1880 bis 1895 lebte er im 60 km entfernten Berlin. Seine erste Arbeitsstelle war die Fleischerei Naujocks nahe dem Alexanderplatz. Später zog er als Bettler, Hausierer und Kleinkrimineller durch Süddeutschland. Er machte sich mehrfach strafbar, u. a. wegen Hausfriedensbruchs, Körperverletzung und Sexualdelikten, und verbüßte mehrere Gefängnisstrafen. Zuletzt wurde er am 4. Oktober 1899 in Bayreuth wegen Sittlichkeitsverbrechen zu 15 Jahren Zuchthaus verurteilt. Er hatte an einem Tag ein zehn- sowie ein vierjähriges Mädchen sexuell missbraucht. Die Vierjährige starb später an den Folgen der Tat. Aus der Haft entlassen, kehrte Großmann 1913 nach Berlin zurück, wo er eine Wohnküche im Haus Lange Straße 88/89 bezog.
Großmann sprach seine Opfer (Prostituierte und alleinreisende Frauen) häufig in der Umgebung des Andreasplatzes an und lud sie zu sich nach Hause ein. In der Nachkriegszeit des Ersten Weltkrieges herrschte hohe Arbeitslosigkeit. Er bot obdachlosen Frauen an, in seinem Haushalt als „Wirtschafterin“ tätig zu werden. 
Die Gegend um den Schlesischen Bahnhof im Bezirk Friedrichshain galt als eine der ärmsten und verruchtesten und wies eine hohe Kriminalitätsrate auf. In den Jahren 1918 bis 1921 fand man im Engelbecken und im Luisenstädtischen Kanal immer wieder Leichenteile von Frauen, die von der Polizei insgesamt 23 Opfern zugeordnet werden konnten.
Die Polizei fasste Großmann am 21. August 1921 in seinem Haus neben seinem letzten Opfer Marie Nitsche auf frischer Tat. Nachbarn hatten Schreie gehört und die Beamten gerufen. Diese klopften an der Tür und brachen sie auf. Sie hinderten Großmann daran, Selbstmord zu begehen. In seinem Küchenofen fanden die Ermittler verkohlte Überreste menschlicher Hände. Lediglich drei Morde gestand Großmann in den späteren Vernehmungen. Es wird vermutet, er könnte für das Verschwinden von etwa hundert Mädchen verantwortlich gewesen sein. In jenem Sommer war die Berliner Kriminalpolizei durch die Leichenfunde im Luisenstädtischen Kanal beunruhigt. In der Nähe von Großmanns Wohnung, zwischen der Schillingbrücke und dem Engelbecken, waren seit Mai beinahe täglich Teile weiblicher Körper gefunden worden.
Der 58-jährige Großmann, der von Prozessbeobachtern als „mehr als unansehnlich“ oder „überaus häßlich von Ansehen und schmutzig und zerlumpt in der Kleidung“ beschrieben wurde, tötete sich am 5. Juli 1922 vor dem Ende der Hauptverhandlung, die u. a. vom Untersuchungsrichter Walter Böhmert geführt wurde, in seiner Zelle selbst. Er hatte sich aus seinem Bettzeug einen Strick gedreht und sich an einem Nagel seiner Zellentür erhängt.

„Wer der Verhandlung gegen Großmann folgte, hatte den Eindruck, dass die zur Anklage stehenden drei Fälle nur ein Bruchteil der Lustmorde gewesen sind, deren sich Großmann tatsächlich schuldig gemacht hat. Die Verhandlung wurde durch den Selbstmord des Angeklagten am Morgen des 5. Juli abgeschlossen.“